# Lago Nedželi
Il lago Nedželi (in russo озеро Неджели?; in lingua sacha: Ньидьили), anche Nidžili o Nidili, è un lago d'acqua dolce della Russia siberiana orientale, si trova nell'Kobjajskij ulus della Repubblica Autonoma della Sacha-Jacuzia.

## Descrizione
Il Nedželi è il più grande lago del Bassopiano della Jacuzia centrale e il nono lago della Jakuzia; si trova nell'interfluvio della Lena e del Viljuj. Esteso per 119 km², ha una lunghezza di 33,5 km per 6 km di larghezza. Immissari sono i fiumi Charyja-Jurjach e Kjun-kej, emissario il fiume Ciėn.
Il lago ghiaccia tra la fine di settembre-inizio ottobre, sino alla seconda decade di giugno.

## Fauna
Il lago è un punto in cui si concentrano gli uccelli acquatici in migrazione (gru, cigni, oche, gabbiani, anatre, anatre tuffatrici, Charadrii). Vi si incontra inoltre, durante la migrazione, la sterna di fiume, l'alzavola asiatica, il falco pescatore, il falco pellegrino, l'aquila reale, l'aquila di mare coda bianca e la gru siberiana.
Il lago è ricco di pesce: in particolare il carassio, o carpa cruciana del Nedželi (Carassius carassius jacuticus Kirillov, 1956), riconosciuto come la migliore specie in Jakuzia. Dal 1997, il dipartimento delle risorse biologiche della repubblica ha svolto lavori di allevamento ittico di questo tipo di carpa per introdurla in 40 laghi della repubblica.